# Vītauts Gaļinauskas
Vītauts Gaļinauskas (* 3. Juni 1949 in Šiauliai) ist ein ehemaliger sowjetischer und litauischer Radrennfahrer und nationaler Meister im Radsport.

## Sportliche Laufbahn
Gaļinauskas stammt aus Litauen. Er war im Straßenradsport aktiv und Mitglied der sowjetischen (seit 1968) und später der litauischen Nationalmannschaft. 1969 gewann er die litauische Meisterschaft im Mannschaftszeitfahren. Sowjetischer Meister wurde er 1975 im Einzelrennen vor Nikolai Gorelow und im Mannschaftszeitfahren sowie 1978 im Mannschaftszeitfahren. 1974 gewann Gaļinauskas das polnische Etappenrennen Puchar Ministra Obrony Narodowej und zwei Etappen in der Jugoslawien-Rundfahrt. 1975 wurde er im Grand Prix Guillaume Tell 70. In der Oder-Rundfahrt 1979 holte er einen Etappensieg. 1980 gewann er den Prolog und zwei Etappen der Mexiko-Rundfahrt.